# رمزي نصر
رمزي نصر (Ramsey Nasr) ـ (ولد في روتردام في 28 يناير 1974) هو شاعر وكاتب وممثل مسرحي وسينمائي وتلفزيوني هولندي، من أب فلسطيني.
ولد رمزي نصر في مدينة روتردام الهولندية في 28 يناير 1974، لأب فلسطيني من سلفيت، وأم هولندية. وتخرج سنة 1995 من استوديو هيرمان تيرلينك، وهي كلية للمسرح في أنتويرب.
اشتهر سنة 1995، لكتابته وتمثيله المونولوج الأدبي، وحاز مونولوجه «الموسيقي المثابر» على منحة فيليب موريس.
نُظمت له عدة أمسيات شعرية ألقى فيها شعره بالهولندية في القدس وبيت لحم ورام الله، وتُرجمت مختارات من شعره من الهولندية إلى الإنجليزية تحت عنوان «حياة النعيم» وصدرت عن منشورات بانيبال في لندن بترجمة ديفيد كولمر.
في سنة 2005، فاز بلقب «شاعر مدينة أنتويرب»، وفي سنة 2009 فاز رمزي نصر بلقب «شاعر البلاط الهولندي» (أو الشاعر الوطني للبلاد)، وظل محتفظًا بهذا اللقب حتى يناير 2013.

## من مؤلفاته
- 27 قصيدة ولا أغنية (بالهولندية: 27 gedichten en geen lied): وهي مجموعته الشعرية الأولى. رُشحت لجائزة سي بادينغ لسنة 2000.[2][3]
- نمو مرتبك (بالهولندية: Onhandig bloesemend): وهي مجموعته الشعرية الثانية. فازت بجائزة هيو سي بيرناث سنة 2004، وطُبعت عدة طبعات.[3]
- سيدتنا زيبلين (بالهولندية: Onze-lieve-vrouwe-zeppelin, bundel Antwerpse gedichten): وهي مجموعته الشعرية الثالثة، وصدرت سنة 2006.[3]

## روابط خارجية
- رمزي نصر على موقع IMDb (الإنجليزية)
- رمزي نصر على موقع ألو سيني (الفرنسية)
- رمزي نصر على موقع ميوزك برينز (الإنجليزية)
- رمزي نصر على موقع أول موفي (الإنجليزية)
- رمزي نصر على موقع قاعدة بيانات الفيلم (الإنجليزية)
- رمزي نصر على موقع كينوبويسك (الروسية)